# Chasmatopterus hirtus
Chasmatopterus hirtus es una especie de coleóptero de la familia Scarabaeidae.

## Distribución geográfica
Habita en la península ibérica (España y Portugal).